# Loma Bonita (Santa María Colotepec)
Loma Bonita es una comunidad en el municipio de Santa María Colotepec en el estado de Oaxaca. Según el censo de 2020, tiene una población de 336 habitantes.
La localidad está a 73 metros de altitud.

## Geografía
Está ubicada a 15°53'07.08" latitud norte y 97°01'34.17" longitud oeste.

## Población
Según el censo de población de INEGI del 2020, la comunidad cuenta con una población total de 336 habitantes, de los cuales 177 son mujeres y 159 son hombres.
Del total de la población, 13 personas hablan alguna lengua indígena.

## Ocupación
El total de la población económicamente activa es de 101 habitantes, de los cuales 79 son hombres y 22 son mujeres.